# 佐久間拓斗
佐久間 拓斗（さくま たくと、2003年7月17日 - ）は、福島県田村市出身の元プロ野球選手（内野手）。右投右打。NPBでは育成選手であった。

## 経歴

### プロ入り前
小学2年生から「船引スポーツ少年団」で軟式野球を始め、田村市立船引中学校では同校の軟式野球部に所属した。
高校は福島県立田村高校に進学、2年生の秋には正捕手となった。甲子園の出場はなく、
3年生の夏の第103回全国高等学校野球選手権福島大会において4番・捕手として出場するも、3回戦で敗退した。
2021年10月11日に行われたプロ野球ドラフト会議にて、福岡ソフトバンクホークスから育成選手ドラフト8巡目指名され、同月24日、支度金300万円、年俸360万円（金額は推定）で契約合意に達し、12月11日、PayPayドームで開催された「ファンフェスティバル2021」の中で入団発表会見が行われた。背番号は149。

### プロ入り後
2022年は二軍公式戦（ウエスタン・リーグ）の出場はなく、三軍戦のみ76試合に出場、打率.211、2本塁打、23打点という成績を残した。
2023年、4月15日に行われた対福島レッドホープス戦では故郷のヨーク開成山スタジアムでプレーする。二軍公式戦の出場は無く、三軍・四軍戦では、56試合に出場し、打率.224、4本塁打、15打点の成績を残す。
2024年も二軍公式戦での出場はなく、10月7日に戦力外通告を受けた。

## 選手としての特徴
高校通算35本塁打の右の長距離砲。2022年の秋季キャンプから内野手だけでなく捕手の守備に取り組む。

## 詳細情報

### 年度別打撃成績
- 一軍公式戦出場なし

### 背番号
- 149（2022年[5] - 2024年）

### 登場曲
- 「Burn The House Down」AJR（2022年）
- 「Stand Out Fit In」ONE OK ROCK（2022年）
- 「俺たちの明日」エレファントカシマシ（2023年）
- 「Wish You Were Here」Lukas Graham（2023年）